# Markham jezici
Markham jezici skupina od (15) ranije (13) jezika koji čine dio šire skupine huon gulf, austronezijska porodica. Podijeljena je na tri uže skupine, a) donjomarkhamsku sa 7 jezika; b) gornjomarkhamsku s 5 jezika među kojima su dva novopriznata; i c) tri jezika skupine watut. 
Markhamski jezici zajedno sa sjevernom i južnom huon gulf skupinom i skupinom Numbami (jezik numbami), čine širu skupinu huon gulf.

## Vanjske poveznice
- Ethnologue (14th)
- Ethnologue (15th)